# عبد الناصر غارم
عبد الناصر غارم (من مواليد 4 يونيو 1973) هو فنان سعودي، وضابط برتبة مقدم في الجيش السعودي. في أبريل 2011، بيع العمل التركيبي «رسالة / رسول» مقابل سعر قياسي عالمي في مزاد كريستيز العلني في دبي.

## نشأته
ولد غارم في خميس مشيط. تخرج عام 1992 من أكاديمية الملك عبد العزيز الحربية قبل التحاقه معهد القائد في الرياض. لم يلتحق بدروس تدريب فني بالرسم، ولم يتعلم الرمزية في الجامعة ولا حتى تعلم تاريخ الفن في التعليم العام لكن مارس الفن بالفطرة وبأسلوب إبداعي. في عام 2003، درس غارم في قرية المفتاحة التشكيلية بأبها.

## مسيرته المهنية
في عام 2004 قام غارم ومجموعة من فنانين المفتاحة بتنظيم معرض جماعي (جماعة شتى) في المملكة العربية السعودية. ومنذ ذلك الحين عرض غارم في أوروبا والخليج العربي والولايات المتحدة، بما في ذلك مارتن غروبيوس-باو وفي بينالي فينيسيا وبينالي الشارقة وبينالي برلين.
ومن أول أعماله التي عرضت في بينالي الشارقة كانت في دورته الثامنة عام 2007، منها عمل: فلورا وفونا (Flora and Fauna).
نُشر أول كتاب عن حياته بعنوان «عبد الناصر غارم: فن البقاء» الذي قام بكتابته الكاتب البريطاني هنري هيمينغ في لندن في أكتوبر/تشرين الأول 2011.
في عام 2014 يعيش غارم ويعمل في الرياض. وهو المؤسس المشارك لمبادرة الفنون «إدج أوف أرابيا» (حافة الجزيرة العربية). تبرع غارم بعائدات بيعه لشركة إيدج أوف أرابيا لتعزيز التعليم الفني في بلده الأم.
حظيت أعمال غارم باختيارها للاقتناء وذلك في عدة متاحف، منها: متحف فكتوريا وألبرت في المملكة المتحدة، ومتحف مقاطعة لوس أنجلوس للفنون في الولايات المتحدة الأميركية.

## مجموعة مختارة من المعارض

### 2004 - 2009
- شتى– معرض أتيليه، جدة (27 أبريل -14 مايو 2004)
- ولد عسير – قرية المفتاحة التشكيلية، أبها (10 أكتوبر-30 أكتوبر2006)
- لا تزال الحياة: الفن والإيكولوجيا وسياسة التغيير– بينالي الشارقة 8 (4 أبريل-4 يونيو 2007)
- ايدج أوف أرابيا لندن: الفن المعاصر من المملكة العربية السعودية – مدرسة الدراسات الشرقية والإفريقية Brunei Gallery، جامعة لندن (16 أكتوبر-13 ديسمبر 2008)
- المعرض السنوي الثامن والعشرون – جمعية الخليج للفنون الجميلة، الشارقة (مارس 20 09)
- ايدج أوف أرابيا البندقية – بالازو كونتاريني بوليجناك، الثالث والخمسون بينالي البندقية (5 يونيو-2 أغسطس 2009)

### 2010
- ايدج أوف أرابيا إسطنبول: انتقال– الفن ليماني، مستودع 5 (10 نوفمبر-10 ديسمبر)
- اما وراء الأبواب: جمع الفن الشرق أوسطي، فن أبوظبي (3 نوفمبر-7 نوفمبر)
- CAVE: Contemporary Arab Video Encounter – Maraya Arts Centre، الشارقة (2 نوفمبر-11 ديسمبر)
- الفنانون الآسيويون الناشئون، بينالي غوانغجو (1 سبتمبر-5 سبتمبر)
- ايدج أوف أرابيا برلين: Grey Borders/Grey Frontiers – Soho House، برلين (9 يونيو-18 يوليو)
- Fuck Ups, Fables and Fiascos – Galerie Caprice Horn، برلين (8 يونيو-17 سبتمبر)
- ايدج أوف أرابيا World Tour Launch – Global Competitiveness Forum، الرياض (23 يناير-26 يناير)
- Taswir: Pictorial Mappings of Islam and Modernity – Martin Gropius-Bau، برلين (5 نوفمبر ((2009)) -18 يناير)

### 2011
- Political Patterns – ifa-Galerie، برلين (8 يوليو-3 أكتوبر)
- The Future of a Promise: Contemporary Art from the Arab World – Magazzini del Sale, 54th بينالي البندقية (1 يونيو-27 نوفمبر)
- The Bravery of Being Out of Range – معرض أثر، جدة (24 مايو-18 يونيو)
- الشرق الأوسط الجديد – Willem Baars Projects، أمستردام (31 مايو-30 يوليو)
- ادج أوف أرابيا دبي: TERMINAL – Building 9, Gate Village، مركز دبي المالي العالمي، دبي (14مارس-15 أبريل)
- Uppers & Downers – Traffic، دبي (9 فبراير-5 مارس)
- نجوم: كوكبة الفن العربي من مجموعة فارجام – The Farjam Collection @ DIFC، دبي (1 نوفمبر ((2010)) - مارس 2011)
- I Don’t Need Your Money Honey All I Need is Love – Traffic، دبي (5 يناير –27 يناير)

### 2012
- Arab Express: The Latest Art From the Arab World - متحف موري للفنون، طوكيو، اليابان (16 يونيو - 28 أكتوبر)
- Porta dell'Oriente - روما المعاصرة، إيطاليا (25-27 مايو)
- Bending History - معارض كتارا، كتارا، الدوحة، قطر (8 مارس - 8 أبريل)
- الحج، رحلة إلى قلب الإسلام – المتحف البريطاني، لندن (26 يناير-15 أبريل)[5]
- ادج أوف أرابيا – مرسى الفروسية، جدة (20 يناير-26 فبراير)[6][7]
- إسطنبول المعاصرة - تركيا (22-25 نوفمبر)
- Light from the Middle East: New Photography - متحف فيكتوريا وألبرت، لندن (13 نوفمبر - 7 أبريل 2013)
- صوت الصور - Palazzo Grassi - البندقية، إيطاليا (30 أغسطس- 13 يناير 2012)[8]

## المجموعات
- المتحف البريطاني
- متحف فيكتوريا وألبرت
- متحف مقاطعة لوس أنجلوس للفنون، متحف مقاطعة لوس أنجلوس للفنون
- وزارة الثقافة والإعلام السعودية
- مؤسسة الجميل
- مجموعة ناظور
- متحف الصندوق الأخضر[9]
- مؤسسة بارجيل للفنون
- مجموعة الفاروق
- مجموعة فرجام
- مؤسسة كامل الأزعر
- باسموكا، متحف بسمة السليمان للفن المعاصر (ثلاثي الأبعاد)

## المنشورات
- هيمينج، هنري عبد الناصر غارم: فن البقاء (لندن: بوث-كليبورن، 2011) (ردمك 1861543247)
- جميل، بورتر، كينج، ستابلتون، التركي. حافة الجزيرة العربية: الفن المعاصر من المملكة العربية السعودية (لندن: بوث كليبورن، 2012) (ردمك 1861543239)
- بورتر، فينيسيا. الحج، رحلة إلى قلب الإسلام (لندن: مطبعة جامعة هارفارد، 2012) (ردمك 0674062183)
- لازار، لينا وداوني، أنتوني. مستقبل الوعد (لندن: Ibraaz، 2011) (ردمك 978-1-86154-323-3)

## روابط خارجية
- الموقع الرسمي لعبد الناصر غارم
- موقع ادج أوف أرابيا الرسمي
- الموقع الرسمي لـ EOA.Projects
- الموقع الرسمي للمؤسسة The Crossway نسخة محفوظة 10 أكتوبر 2018 على موقع واي باك مشين.